# Kerry Melville Reid
Kerry Melville Reid (7 de agosto de 1947) es una tenista profesional australiana, actualmente retirada de la profesión. Durante sus 17 años de carrera, Reid ganó un torneo Grand Slam en sencillos y 26 otros títulos en esta modalidad, y fue finalista en 40 torneos de sencillos. Se mantuvo en el top 10 del ranking ATP por 12 años consecutivos (1968–1979). Ganó por lo menos un torneo al año entre 1966 y 1979, excepto en 1975. Su mejor puesto en el ranking fue la quinta posición, de 1971 a 1974, detrás de Margaret Court, Billie Jean King, Evonne Goolagong Cawley y Chris Evert.

## Carrera
Reid empezó su carrera en los Grand Slam en 1963 cuando alcanzó la tercera ronda en el Australian Open. En 1966, llegó a las semifinales en el  Australian Open y en el US Open (derrotando a Billie Jean King en la segunda ronda del torneo estadounidense). En 1967, Reid nuevamente alcanzó las semifinales del torneo australiano y del torneo de Roland Garros por única vez.
Reid fue finalista en el Australian Open de 1970, perdiendo con Margaret Court. Alcanzó las finales del US Open de 1972.
En 1977, Reid ganó su único Grand Slam en sencillos, cuando venció a su compatriota Dianne Fromholtz Balestrat 7–5, 6–2 en la final del Australian Open. Reid y Balestrat fueron las únicas jugadoras en el top 10 que jugaron el torneo. La semana anterior, Reid también derrotó a Balestrat en la final del abierto de New South Wales. 
Con Wendy Turnbull como compañera, en 1978 ganó el título de Wimbledon en dobles femenino, y fue finalista del US Open.
Reid despidió su carrera en 1979 derrotando a Martina Navratilova por primera vez en toda su trayectoria. Reid derrotó a Navratilova en la semifinal del Torneo de Charleston por 6–3, 7–6 antes de ser derrotada por Tracy Austin en la final 7–6, 7–6.
Reid fue miembro del equipo australiano que ganó la Fed Cup en 1968. También ayudó a Australia a alcanzar cuatro finales consecutivas de la Fed Cup de 1976 a 1979 en una variedad de superficies. Durante esos torneos, derrotó a jugadoras de gran nivel, incluyendo a Rosemary Casals (1976) y Hana Mandlíková (1979).
Kerry fue inscrita en la Orden del Imperio Británico por la Reina Elizabeth II en 1979.

## Finales de Grand Slam

### Sencillos: 3 (1 título, 2 finales)
| Resultado | Año  | Torneo          | Superficie | Oponente         | Marcador |
| --------- | ---- | --------------- | ---------- | ---------------- | -------- |
| Finalista | 1970 | Australian Open | Césped     | Margaret Court   | 6–3, 6–1 |
| Finalista | 1972 | US Open         | Césped     | Billie Jean King | 6–3, 7–5 |
| Campeón   | 1977 | Australian Open | Césped     | Dianne Fromholtz | 7–5, 6–2 |

### Dobles femenino: 7 (3 títulos, 4 finalistas)
| Resultado | Año              | Torneo          | Superficie | Compañero       | Oponentes                               | Marcador                       |
| --------- | ---------------- | --------------- | ---------- | --------------- | --------------------------------------- | ------------------------------ |
| Campeón   | 1968             | Australian Open | Césped     | Karen Krantzcke | Judy Tegart Dalton Lesley Turner Bowrey | 6–4, 3–6, 6–2                  |
| Finalista | 1970             | Australian Open | Césped     | Karen Krantzcke | Margaret Court Judy Tegart Dalton       | 6–3, 6–1                       |
| Finalista | 1973             | Australian Open | Césped     | Kerry Harris    | Margaret Court Virginia Wade            | 6–4, 6–4                       |
| Finalista | 1977 (enero)     | Australian Open | Césped     | Betsy Nagelsen  | Helen Gourlay Dianne Fromholtz          | 5–7, 6–1, 6–4                  |
| Campeón   | 1977 (diciembre) | Australian Open | Césped     | Mona Guerrant   | Evonne Goolagong Helen Gourlay          | title shared, final rained out |
| Campeón   | 1978             | Wimbledon       | Césped     | Wendy Turnbull  | Mima Jaušovec Virginia Ruzici           | 4–6, 9–8(10), 6–3              |
| Finalista | 1978             | US Open         | Dura       | Wendy Turnbull  | Billie Jean King Martina Navratilova    | 7–6, 6–4                       |

## Cronología de Grand Slam
| Torneo                | 1963  | 1964  | 1965  | 1966  | 1967  | 1968  | 1969  | 1970  | 1971  | 1972  | 1973  | 1974  | 1975  | 1976  | 1977  | 1977  | 1978  | 1979  | Carrera SR |
| --------------------- | ----- | ----- | ----- | ----- | ----- | ----- | ----- | ----- | ----- | ----- | ----- | ----- | ----- | ----- | ----- | ----- | ----- | ----- | ---------- |
| Australian Open       | 3R    | 2R    | 3R    | SF    | SF    | 3R    | SF    | F     | A     | A     | SF    | SF    | 2R    | 1R    | W     | SF    | A     | A     | 1 / 14     |
| French Open           | A     | A     | A     | 1R    | SF    | 4R    | A     | 1R    | 2R    | 4R    | A     | A     | A     | A     | A     | A     | A     | A     | 0 / 6      |
| Wimbledon             | A     | A     | A     | 3R    | 3R    | 3R    | 2R    | 4R    | QF    | 3R    | QF    | SF    | 2R    | QF    | QF    | QF    | 4R    | 4R    | 0 / 14     |
| US Open               | A     | A     | A     | SF    | 4R    | A     | 1R    | QF    | SF    | F     | QF    | QF    | QF    | 2R    | 4R    | 4R    | 4R    | QF    | 0 / 13     |
| SR                    | 0 / 1 | 0 / 1 | 0 / 1 | 0 / 4 | 0 / 4 | 0 / 3 | 0 / 3 | 0 / 4 | 0 / 3 | 0 / 3 | 0 / 3 | 0 / 3 | 0 / 3 | 0 / 3 | 1 / 4 | 1 / 4 | 0 / 2 | 0 / 2 | 1 / 47     |
| Ranking de fin de año |       |       |       |       |       |       |       |       |       |       |       |       | 10    | 8     | 10    | 10    | 9     | 9     |            |

A = no participó en el torneo.
Nota: El Australian Open fue jugado dos veces en 1977, en enero y diciembre.